# 籃姑
籃姑，又稱菜籃姑、籃仔姑，是廣東、福建、臺灣的客家人傳說中的女性，亦為馬來西亞安順的客家移民流傳。人們通常在中秋節時用竹籃作道具，以類似扶乩方式對她問事求卜，安順的客家人則是在七夕進行。
類似的習俗有使用椅子為道具的椅仔姑，學者認為皆是從使用畚箕為道具的紫姑所演變的廁神。

## 儀式
在廣東只限於婦女遊戲與觀看，中秋節要在屋內沒人、看不見的地方，把女人衣服披在有椰子殼的竹籃以代表籃姑，然後兩女性盤坐在地用雙手拖住竹籃，前面放一矮凳，眾女齊唱：「請籃姑，請籃姑，你係佛山人氏女，你係省城人士娘，家婆嚴令吞金死，丈夫嚴令早辭陽。」如果靈魂上籃子，便會向矮凳不停叩頭，人們就可以向其問事，籃子就會以叩頭數回答。
廣東梅州的中秋夜，兩婦人共捧一菜籃，上覆以衣，另一人邊燒紙錢邊唱：「菜籃姐，菜籃姑，八月十五請你下來嬲一晡（夜）。你愛來只管來，莫在河唇河喙攪溜苔。燈芯搭橋你愛過，竹葉撐船你愛來。」
福建诏安县的中秋夜，人們用彩纸画眼、鼻、口，贴在菜篮子上，由二个姑娘两边撑住，眾人围成一團摆弄，若篮子摆动不已，便說：「篮姑来了。」，便可向其問事。
云霄县同樣是中秋節時用一个篮子，里面插上筷子并盖上黑布，稱為「观姑仔神」。
馬來西亞安順市的廣東客家移民，在七夕前一夜祭拜七姐（廣東人稱織女為七姐），晚上8時至隔日初七凌晨2時，少女會聚在家門前，由兩人托著穿過竹籃木棍兩端，以廣東話唸出：「籃姑籃娘，請妳出來商量。」如果籃姑來了，鑰匙串便會發出聲響，竹籃插著的香煙便如有人抽煙一般光亮。問事時，整個竹籃會傾向一方點頭3次。問事內容以姻緣居多，若由未婚少女進行、且吃素一天較易達成；若有嫁人的女性站在一起，便難請出，因為籃姑是被家婆刻薄而死，所以不喜以家婆身份出現的婦女。
在臺灣鹿港的中秋習俗也有此儀式。作家保真紀錄手握提籃的女孩在周遭同伴唸咒後，開始不自覺的哭泣，頭部搖晃。